# ウォータービル (メイン州)

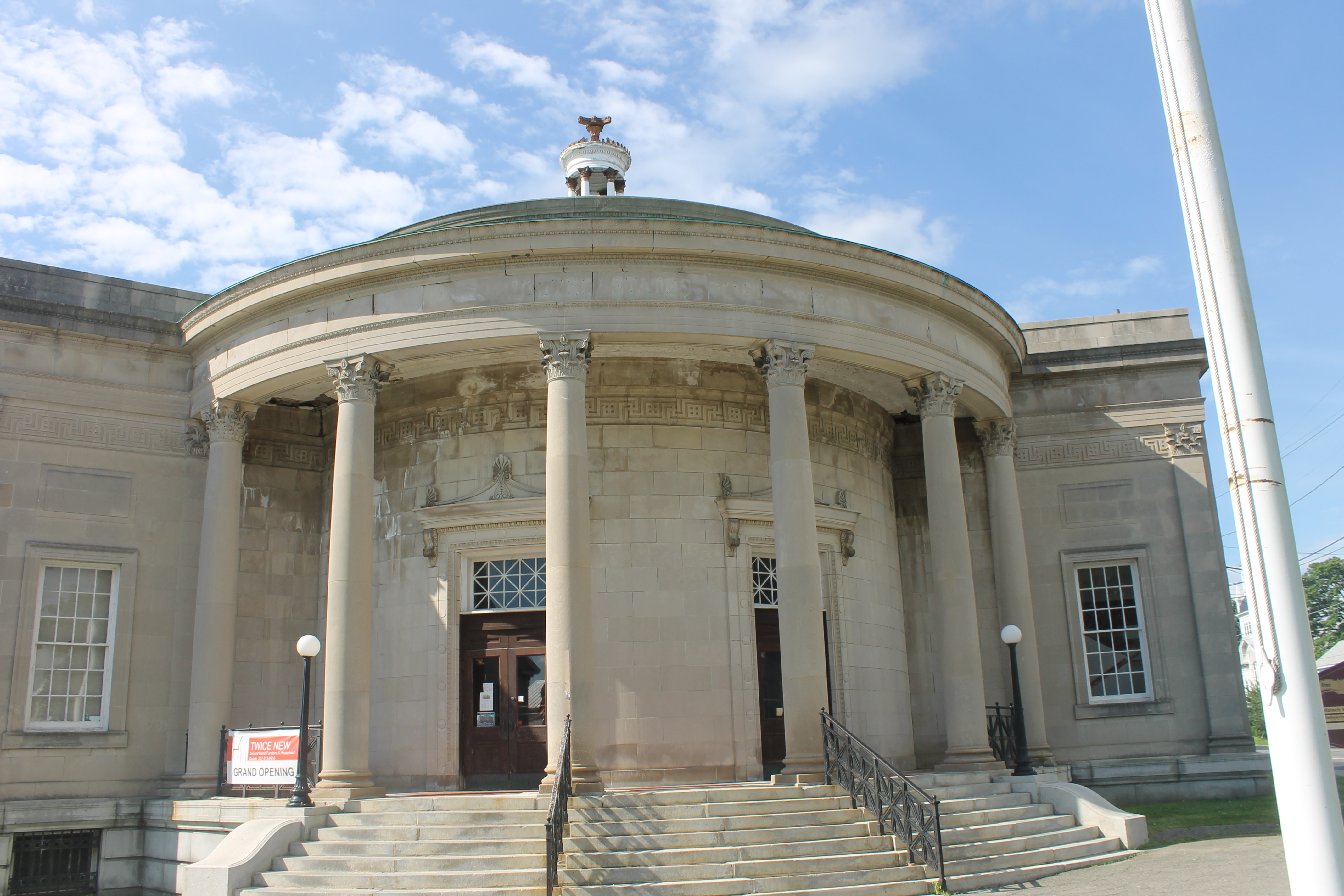
ワン・ポストオフィス・スクエア、ウォータービル市中心街の多目的施設

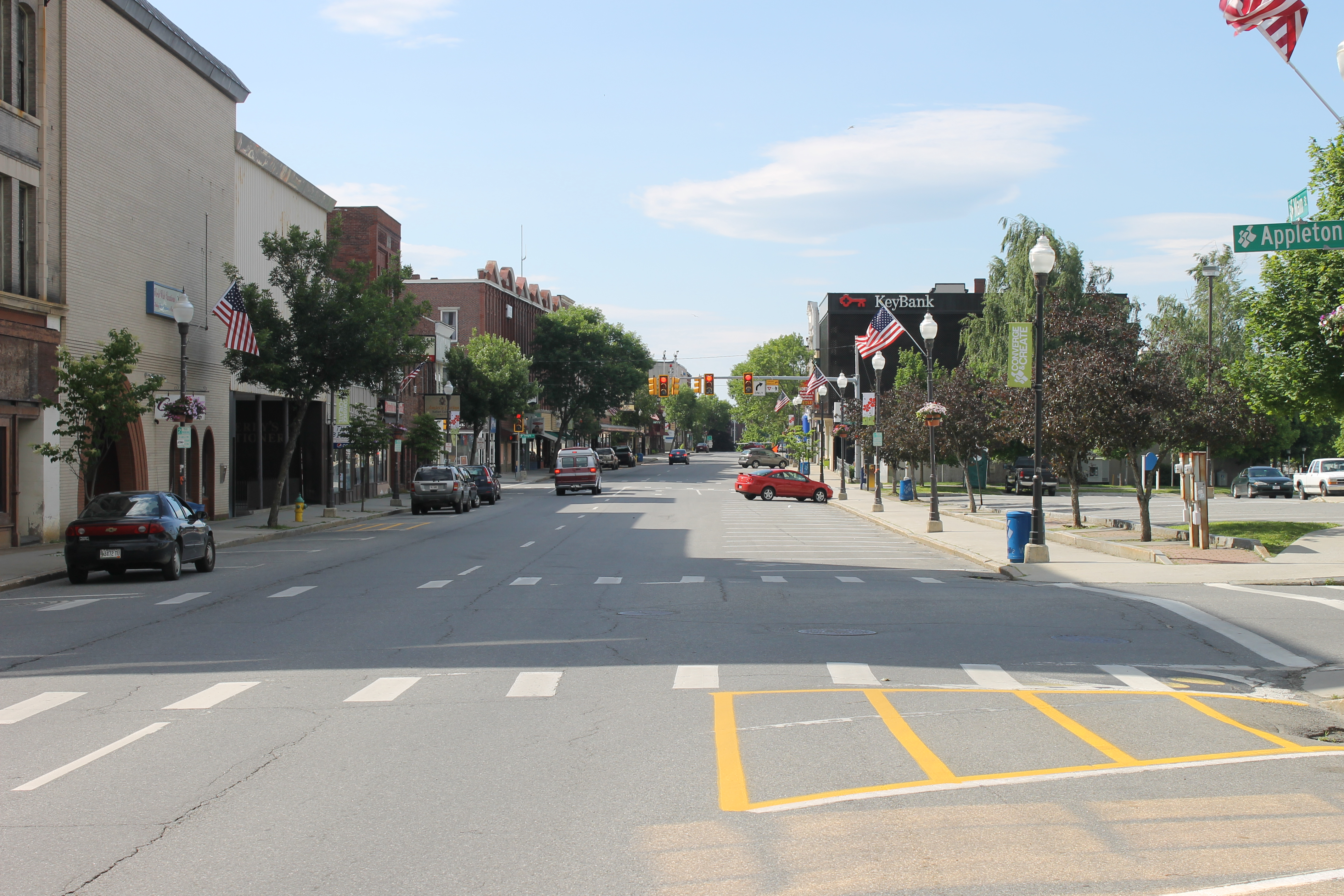
ウォータービル市中心街（2014年）

ウォータービル（英: Waterville）は、アメリカ合衆国メイン州のケネベック郡にある都市。人口は1万5828人（2020年）。ケネベック川の西岸に位置している。市内にはコルビー大学とトマス・カレッジがある。

## 歴史
現在ウォータービルとなった地域には、かつてアベナキ・インディアンに属するカニバス族が住んでいた。タコネット酋長にちなんでタコネットと呼ばれた主要な村がケネベック川の東岸、セバスティクック川との合流点にある現在のウィンスローにあった。イギリス人開拓者からはタイコニックと呼ばれたこの村はウィリアム王戦争の1692年に焼かれ、その後カニバス族はこの地域を捨てた。1754年、ジョン・ウィンスロー将軍がハリファックス砦を建設し、インディアンとの最後の戦闘は1757年5月18日に起こった。
町はキングフィールド・プランテーションとして組織され、1771年にウィンスローとして法人化された。ウォータービルはウィンスローから分離し、1802年6月23日に法人化された。ウィンスローはケネベック川を挟んで東岸にあり、川の西岸すなわちウォータービルの住人は川を渡ってタウンミーティングに出席できなかった。1824年、ウィンスローに渡す橋が建設された。初期の産業は漁業、製材業、農業、造船業であり、雪解けの春には大型の船が進水された。1900年代初期までに町には5つの造船所があった。
タイコニック滝が上流への船の航行を妨げていたので、ウォータービルは貿易と海運の終点として発展した。ケネベック川とメサロンスキー水流が動力を提供し、製材所数か所、製粉所1か所、窓枠とブラインドの工場1か所、家具工場1か所、シャベルの持ち手工場1か所があった。4輪馬車や橇の工場、長靴工場、レンガ工場、皮なめし工場もあった。1849年9月27日、アンドロスコギン・アンド・ケネベック鉄道がウォータービルまで開通した。これはメイン・セントラル鉄道の一部となり、1870年にはこの繁栄する町に機関車と客車の修理工場を作った。ウェストウォータービル（オークランドと改名）が1873年に町として分離した。ウォータービルは1888年1月12日に市として法人化された。
1866年、タイコニック水力製造会社が結成され、間もなくケネベック川を渡すダムを建造した。1873年に所有権が移転したこの会社は、綿繊維の工場であるロックウッド製造会社となるものの建設を始めた。2つ目の工場が追加され、1900年までにこの会社が川面を支配し、1,300人の労働者を雇用していた。ロックウッド・ミルズは1950年代半ばまで残っていた。1901年に鉄製のウォータービルとウィンスロウを繋ぐ歩道橋が完成したが、1年も経たないうちに、1832年以来となる川の高水位のために流されてしまった。1903年に再建されたこの橋は、有料だったので2セント橋と呼ばれた。1902年、ジョージ・ギルマン・アダムズが設計したボザール様式の市役所とオペラハウスが完成した。しかし、2002年、アメリカ合衆国内で唯一残っていたドレスシャツの工場であるC・F・ハザウェイ・カンパニーが160年の歴史を閉じた。
ウォータービルは教育の中心としても発展した。1813年メイン文学と神学学校が設立された。1821年にウォータービル・カレッジと改名され、1867年にはコルビー大学となった。1894年にトマス・カレッジが設立された。1820年にラテン学校が設立され、コルビーなどカレッジに進む生徒の予備校となり、その後ウォータービル・アカデミー、ウォータービル・クラシカル学校、コバーン・クラシカル学校と改名され、1970年にはバサルボロのオークグローブ学校と合併し、1980年代まで運営されていた。最初の公立高校は1877年に建設され、現在あるウォータービル・シニア高校は1961年に建設された。

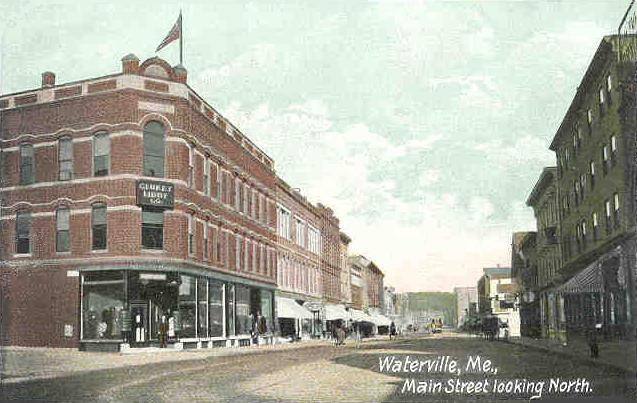
ウォータービル市中心街、1911年
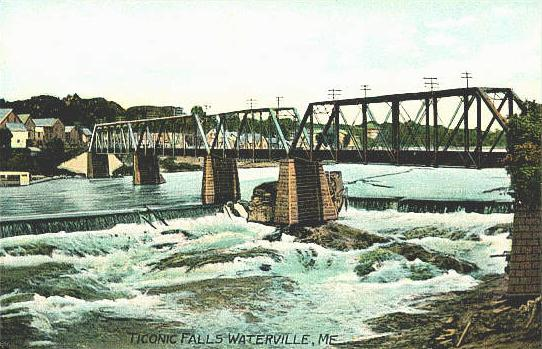
タイコニック滝、1908年
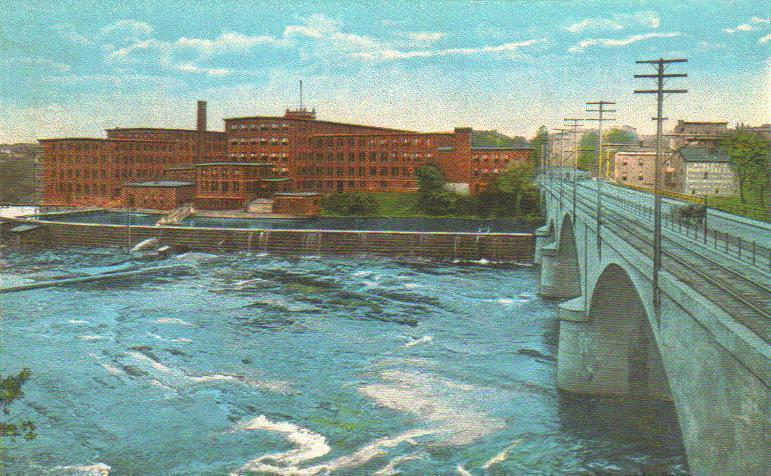
ロックウッド・ミルズ、1920年頃
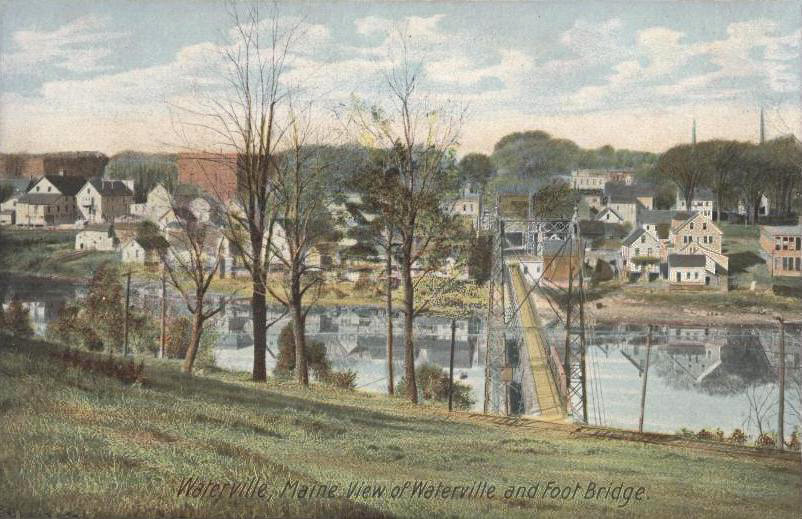
ウォータービル市と2セント橋、1906年頃

## 地理
ウォータービル市は北緯44度33分07秒 西経69度38分45秒 / 北緯44.552051度 西経69.645839度に位置している。
アメリカ合衆国国勢調査局に拠れば、市域全面積は14.05平方マイル (36.39 km2)であり、このうち陸地13.58平方マイル (35.17 km2)、水域は0.47平方マイル (1.22 km2)で水域率は3.35%である。ケネベック川の傍にあり、メサロンスキー水流も流れている。

### 気候
ウォータービルの気候は季節によって気温の変化が大きく、暖かいか暑い（湿気ていることが多い）夏と、寒い（かなり寒くなる）冬が特徴である。ケッペンの気候区分では湿潤大陸性気候、略号はDfbとなる。

## 再開発
メイン州やアメリカ合衆国の多くの町と同様に、ウォータービルは郊外が発展し、中心街がさびれる傾向にある。ケネディ記念ドライブ沿いには新しい事業やインランド・ホスピタルによって建設された施設がある。ウォルマート、ザ・ホーム・デポおよび小さな商店街が市の北部に、屋外ショッピングセンターの一致部として建設されてきた。この成長故に現存し隣接するエルム・プラザ・ショッピングセンターが最近その外観を改装し、依然あった空室の大半あるいは全てを埋めてきた。
対照的に中心街は市内でチェーン店が成長したために困難さを味わっている。中心街で長い歴史がある店はこの数十年間に閉店してきており、例えば、リーバインズ、バトラーズ、スターンズ、ダナムズ、アルビナ・アンド・デリアス、ラベルディーレスがあった。かつてエイムズやゼイアーの百貨店、さらにブルックス・ファーマシーを収容していたコンコース・ショッピングセンターには大きな空室があり、テナント探しに苦闘している。またメインストリートのCVS薬局（ケネディ記念ドライブ沿いの真新しいビルに移った）があった所も空室である。ウォータービル・メインストリートのような組織が再活性化の動きを続けている。
コルビー大学の卒業生ポール・ボゴシアンが昔のハザウェイ・シャツ工場を、小売、事務所、住宅に転換する承認を勝ち取った。2008年に開業予定のこの施設で、メイン・ジェネラル・ヘルスが2007年6月末に最初のテナントになることに合意した。

## 人口動態

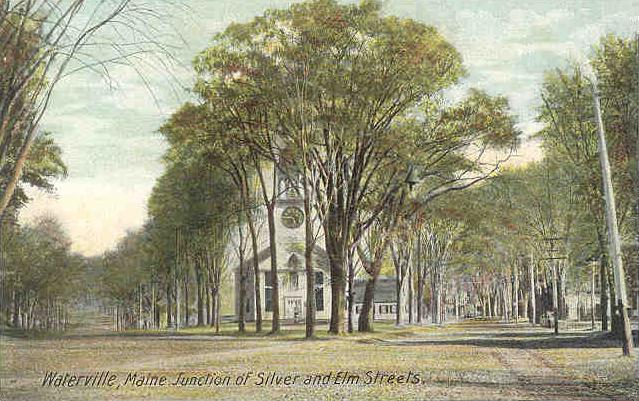
シルバー通りとエルム通り、1910年、1832年に設立されたユニバーサリスト教会が見える

### 2010年国勢調査
以下は2010年国勢調査による人口統計データである。
| 基礎データ - 人口: 15,722 人 - 世帯数: 6,370 世帯 - 家族数: 3,274 家族 - 人口密度: 447.0人/km2（1,157.7 人/mi2） - 住居数: 7,065 軒 - 住居密度: 200.9軒/km2（520.3 軒/mi2） 人種別人口構成 - 白人: 93.9% - アフリカン・アメリカン: 1.1% - ネイティブ・アメリカン: 0.6% - アジア人: 1.2% - 太平洋諸島系: 0.1% - その他の人種: 0.8% - 混血: 2.4% - ヒスパニック・ラテン系: 2.4% | 年齢別人口構成 - 18歳未満: 17.9% - 18-24歳: 18.9% - 25-44歳: 21.7% - 45-64歳: 24.7% - 65歳以上: 16.7% - 年齢の中央値: 37歳 - 性比（女性100人あたり男性の人口） - 総人口: 88.0 世帯と家族（対世帯数） - 18歳未満の子供がいる: 24.8% - 結婚・同居している夫婦: 32.9% - 未婚・離婚・死別女性が世帯主: 13.7% - 非家族世帯: 48.6% - 単身世帯: 38.9% - 65歳以上の老人1人暮らし: 15.5% - 平均構成人数 - 世帯: 2.13人 - 家族: 2.80人 |

### 2000年国勢調査

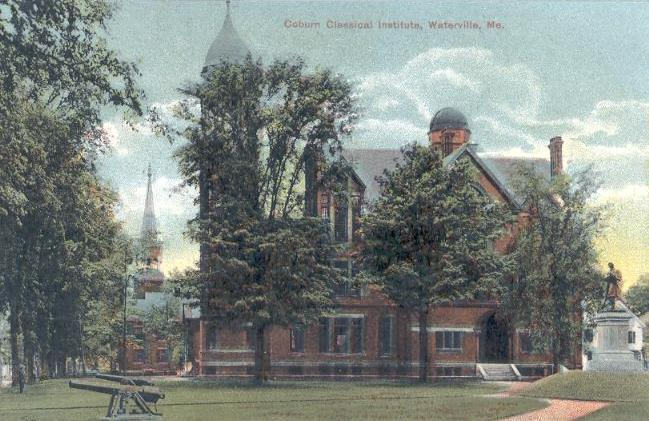
コバーン・クラシカル学校、1910年頃、1955年に焼失した

以下は2000年国勢調査による人口統計データである。
| 基礎データ - 人口: 15,605 人 - 世帯数: 6,218 世帯 - 家族数: 3,370 家族 - 人口密度: 443.3人/km2（1,148.7 人/mi2） - 住居数: 6,819 軒 - 住居密度: 193.7軒/km2（501.9 軒/mi2） 人種別人口構成 - 白人: 95.81% - アフリカン・アメリカン: 0.78% - ネイティブ・アメリカン: 0.56% - アジア人: 1.03% - 太平洋諸島系: 0.03% - その他の人種: 0.42% - 混血: 1.36% - ヒスパニック・ラテン系: 1.10% 先祖による構成 - フランスとフランス系カナダ人：32% - イギリス系：18% - アイルランド系：11% - ドイツ系：6% 年齢別人口構成 - 18歳未満: 19.7% - 18-24歳: 18.5% - 25-44歳: 24.1% - 45-64歳: 19.5% - 65歳以上: 18.1% - 年齢の中央値: 36歳 - 性比（女性100人あたり男性の人口） - 総人口: 85.0 - 18歳以上: 81.7 | 世帯と家族（対世帯数） - 18歳未満の子供がいる: 26.3% - 結婚・同居している夫婦: 38.2% - 未婚・離婚・死別女性が世帯主: 12.1% - 非家族世帯: 45.8% - 単身世帯: 38.6% - 65歳以上の老人1人暮らし: 16.2% - 平均構成人数 - 世帯: 2.13人 - 家族: 2.84人 収入と家計 - 収入の中央値 - 世帯: 26,816米ドル - 家族: 38,052米ドル - 性別 - 男性: 30,086米ドル - 女性: 22,037米ドル - 人口1人あたり収入: 16,430米ドル - 貧困線以下 - 対人口: 19.2% - 対家族数: 15.1% - 18歳未満: 29.7% - 65歳以上: 14.7% |

メイン州全体では人口の10.9%が貧困線以下にある。ケネベック郡になると11.1%であり、州のレベルに近い。ウォータービルは学園都市ということもあり、郊外の人口が増えている地域の中心として貧困率が高い。

## 政府

### 市政府

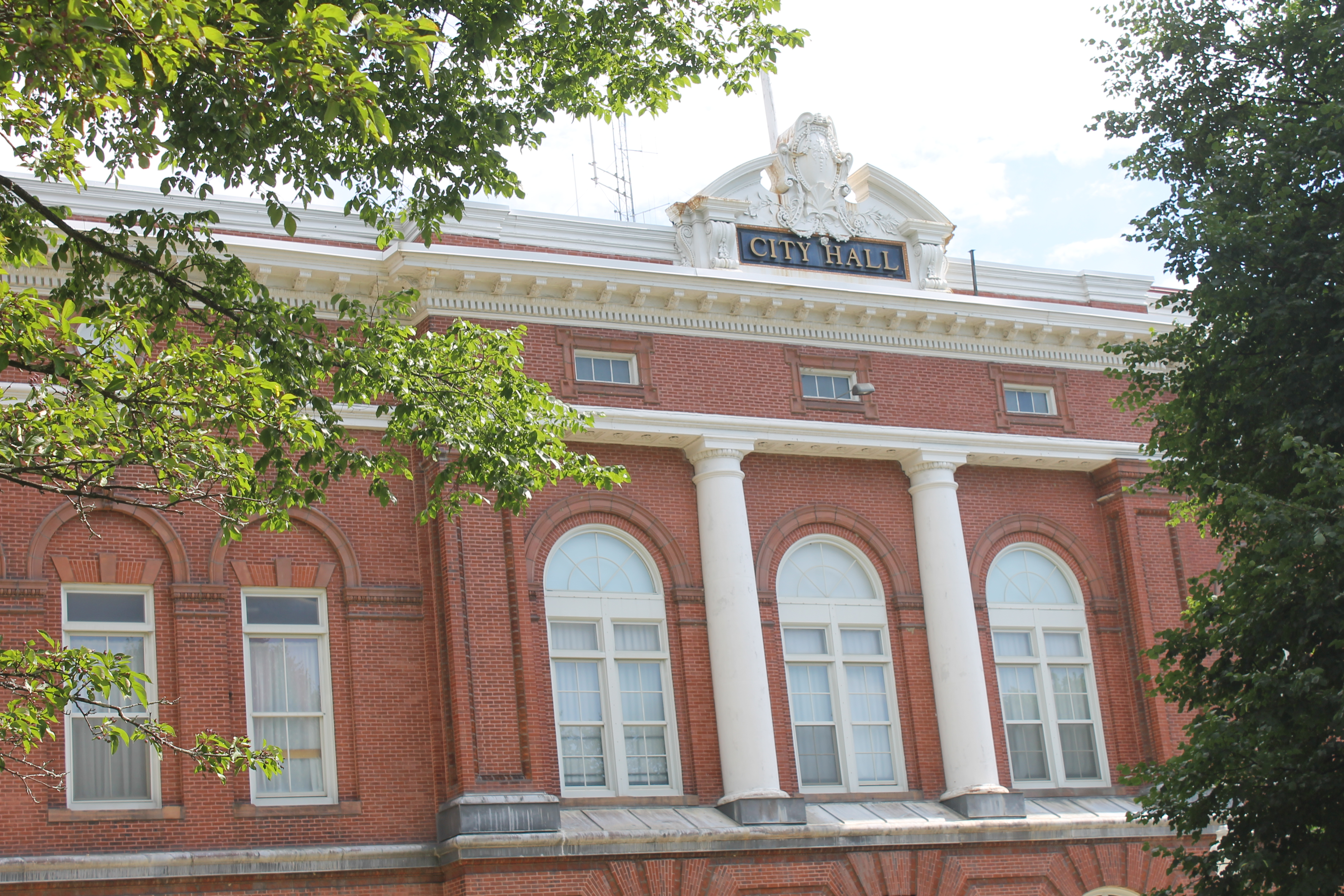
ウォータービル市役所、2014年

ウォータービル市は市長・市政委員会・市マネジャー方式の政府を採用している。市政委員会は7人の委員で構成されている。市政委員会が統治主体であり、市マネジャーが市の管理部門長として日々の管理の責任がある。市長は117年間しの執行部門長として活動してきた。2005年、有権者は新しい市憲章を承認し、それまでの強い市長・市政委員会形態から市政委員会・市マネジャー方式に変更した。

### 政治の動向
ウォータービル市は民主党の強いメイン州第2選挙区にある。2008年アメリカ合衆国大統領選挙ではバラク・オバマが総投票数の70%を確保した。
有権者登録数
| 民主党         | 4,562  | 41.25% |
| 無党派         | 4,200  | 37.98% |
| 共和党         | 1,940  | 17.54% |
| グリーン独立党 | 356    | 3.21%  |
| 合計           | 11,058 | 100%   |

## 交通
- ロバート・ラフルール空港
- 州間高速道路95号線
- アメリカ国道201号線
- メイン州道100A号線
- メイン州道137号線
- メイン州道32号線
- メイン州道137号線産業道路
- メイン州道11号線
- メイン州道104号線
- パンナム鉄道: インターモーダル交通施設[22][23]

## メディア
市内では日刊紙「モーニング・センティネル」と週刊紙「ザ・コルビー・エコー」が発行されている。テレビとラジオはポートランドメディア市場に属し、市内にもそれぞれ幾つかの放送局がある。

## 姉妹都市
- -ロシア、コトラス

## 見どころ
- コルビー大学[25]
- コルビー大学美術館[26]
- トマス・カレッジ[27]
- アトランティック音楽祭[28]
- メイン国際映画祭
- パーキンス樹木園

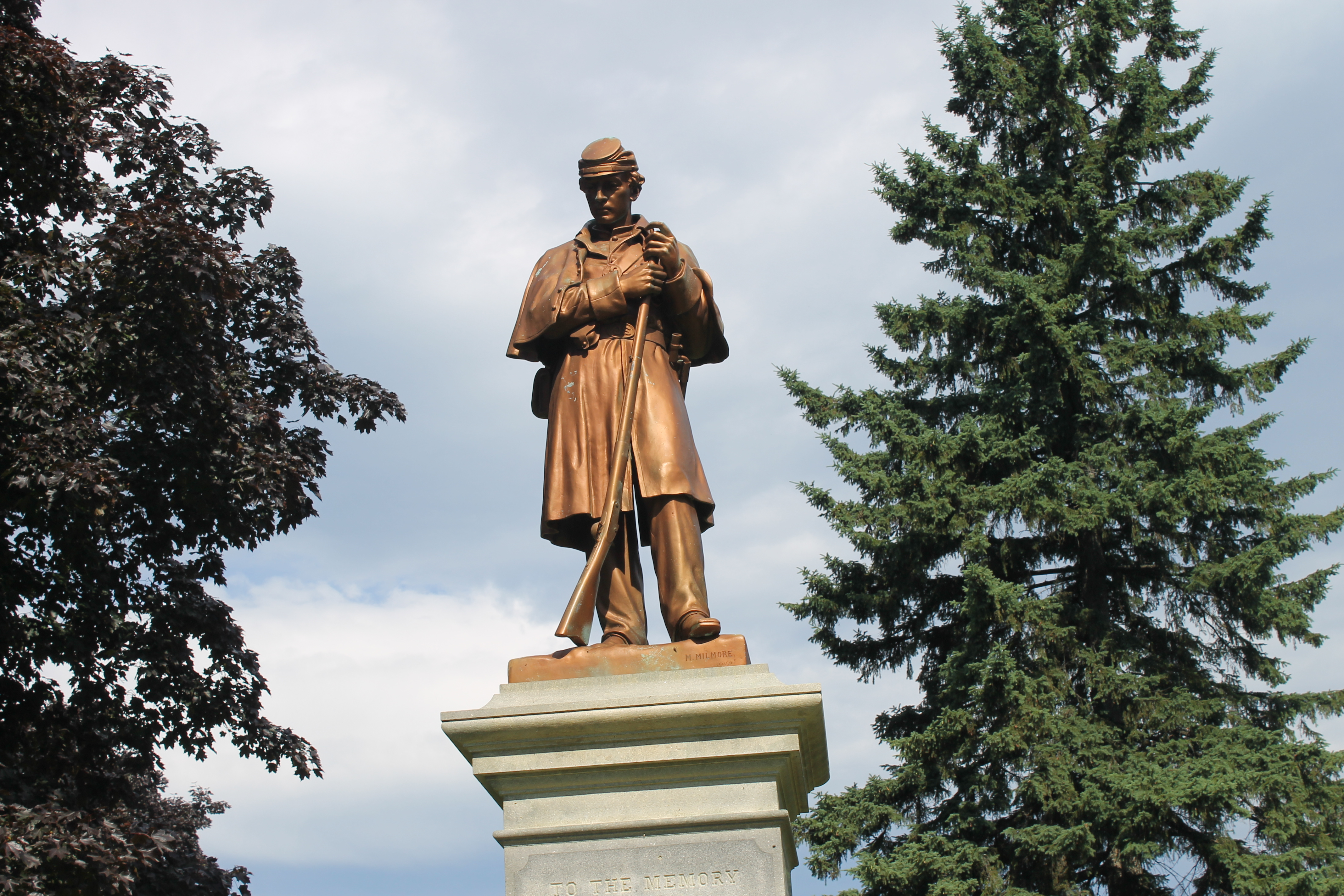
北軍兵士の記念碑

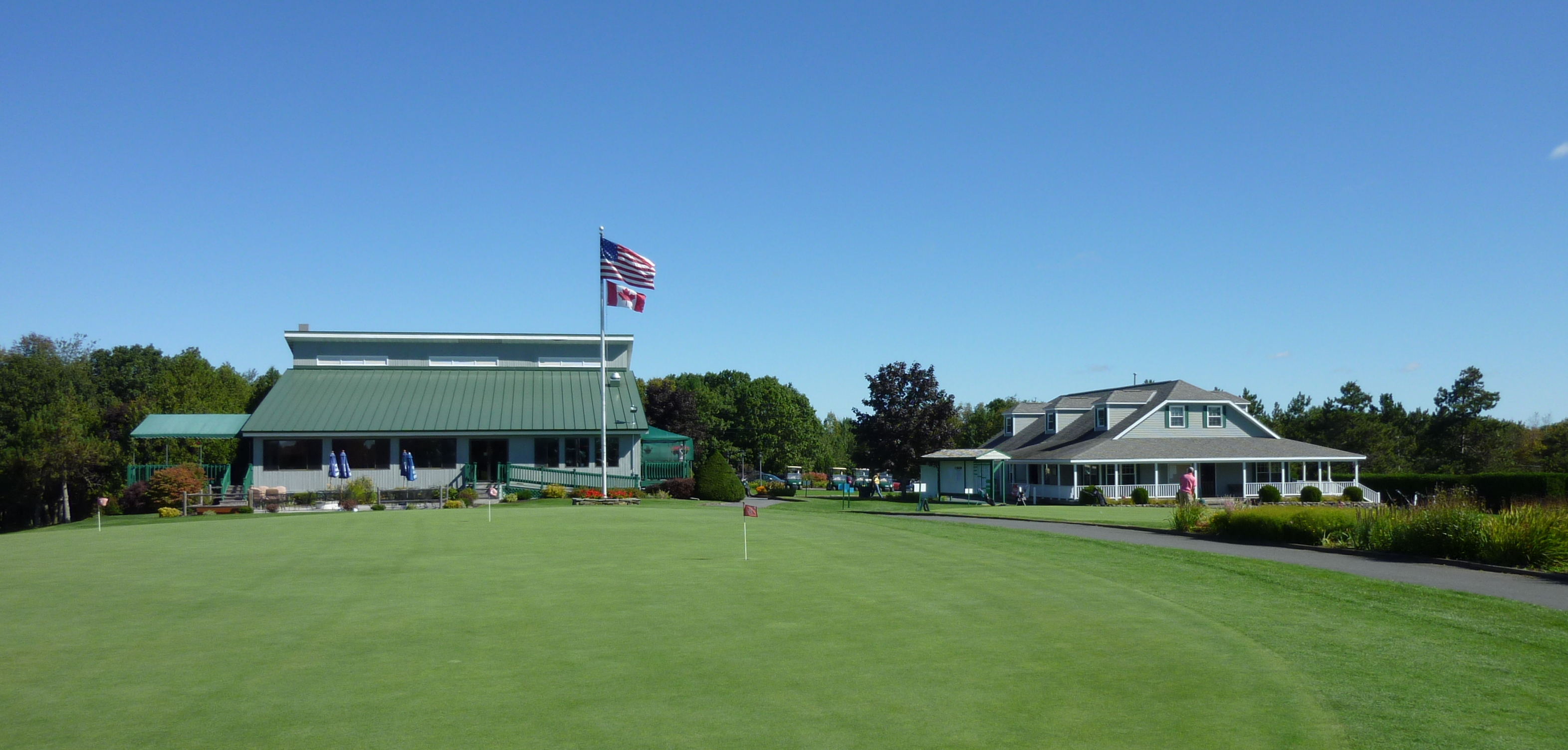
ウォータービル・カントリー・クラブ・ゴルフコース

- ウォータービル歴史協会、レディントン博物館[29]
- ウォータービル公共図書館
- ウォータービル・オペラハウス[30]
- ウォータービル・メインストリート[31]
- ウォータービル＝ウィンスロウ歩道橋（2セント橋）